# 잭애스 (영화)
《잭애스》(Jackass: The Movie)는 2002년 개봉한 미국의 영화이다. MTV 텔레비전 프로그램 《잭애스》 영화화 연작 중 첫 번째로, 텔레비전 시리즈 출연자들이 그대로 등장한다. 스턴트, 스케치 코미디, 지인 혹은 일반인을 대상으로 한 짓궂은 장난 모음집이며, 출연진이 비디오 카메라에 대고 말하는 장면들이 중간 삽입되었다. 과격한 장면, 선정성 등으로 인해 청소년 관람불가로 지정되었다. 일본에서도 R18+ 등급을 받았다.
《잭애스 2》(2006)로 이어진다.

## 개요
라이언 던이 여성 킥복싱 챔피언 구마가이 나오코를 상대로 싸우다가 얻어맞는 장면, 에런 맥기히가 눈을 스노우콘처럼 담아놓고 그 위에 오줌을 싼 후 이를 먹는 장면, 라이언 던이 장난감 차를 항문을 통해 삽입한 뒤 엑스선 촬영을 하는 장면(엔딩 크레디트에서 배설한다) 등이 나온다.
루브 골드버그 장치 실험을 하다가 조니 녹스빌이 호수에 내던져지는 장면으로 끝이 난다.

## 출연

### 주연
- 조니 녹스빌
- 뱀 마제라
- 라이언 던
- 스티브오
- 제이슨 "위 맨" 아쿠나
- 크리스 폰티어스
- 프레스턴 레이시
- 데이브 잉글랜드
- 에런 맥기히

### 특별 출연
- 립 테일러
- 토니 호크
- 구마가이 나오코
- 헨리 롤린스

### 제작진 출연
- 스파이크 존즈

## 기타 제작진
- 부분 제작: 로리 애시크래프트, 브랜디 메너피, 보비 푸라, 그레그 울프
- 책임 제작: 미셸 클레퍼
- 공동 제작: 숀 클라이버, 드미트리 엘야슈케비치, 제시카 스워노프
- 라인 제작: 데릭 프리다
- 조감독: 크레이그 코널리, 레이철 딕슨
- 의상: 멀리사 러콤